# ۱۶ ژوئیه
۱۶ ژوئیه صد و نود و هفتمین (در سال‌های کبیسه صد و نود و هشتمین) روز سال در گاه‌شماری میلادی است. ۱۶۸ روز تا پایان سال باقی‌است.

## رویدادها
- ۱۹۴۱ - جنگ جهانی دوم: نیروهای آلمانی در جریان عملیات بارباروسا شهرهای اسمولنسک و کیشیناو در شوروی را به تصرف خود درآوردند.

## زادروزها
- ۱۸۷۲ - روئال آمونسن، کاشف نروژی قطب جنوب
- ۱۹۱۳ - میرزا بابایف، بازیگر و خواننده آذربایجانی
- ۱۹۴۳ - رینالدو آرناس، نمایش‌نامه‌نویس، نویسنده و شاعر کوبایی

## درگذشتگان
- ۱۹۸۵ - هاینریش بل، نویسنده آلمانی